# Пучковская, Галина Александровна
Гали́на Алекса́ндровна Пучко́вская (22 июня 1934, Киев — 29 сентября 2010, Киев) — советский и украинский физик. Профессор АН УССР (с 1989), заслуженный деятель науки и техники Украины (2004). Ученица известного физика Прихотько А. Ф. Младшая сестра Пучковской Н. А.

## Биография
В 1952 окончила Киевский национальный университет имени Тараса Шевченко, затем работала инженером в Институте физики АН УССР. В 1964 году защитила кандидатскую диссертацию. В 1984 году защитила докторскую диссертацию.
С 1993 по 2010 гг. после смерти М. Т. Шпака возглавляла Отдел фотоактивности Института физики НАН Украины.
Пучковской Г. А. создан метод определения параметров водородных связей в кристаллах. Принимала участие в создании и была главным организатором Международных Школ-Семинаров «Спектроскопия молекул и кристаллов».

## Награды и Звания
- За доблестный труд (1970).
- Государственная премия УССР (1984).
- Член-корреспондент Европейской Академии Наук, искусства и литературы (Париж).

## Труды
Основные труды Г. А. Пучковской посвящены проблемам спектроскопии молекул и кристаллов (около 300 работ).
Основные публикации:
- ИК спектроскопия молекулярных кристаллов с водородными связями, Киев, 1989 (соавтор)
- Оптические проявления конформационной подвижности Н-алканоатов холестерина  (рус.) (соавтор)